# Triaenodes calamintella
Triaenodes calamintella is een schietmot uit de familie Leptoceridae. De soort komt voor in het Oriëntaals gebied.